# Staurotheca vanhoeffeni
Staurotheca vanhoeffeni är en nässeldjursart som först beskrevs av Peña-Cantero och García-Carcascona 1994.  Staurotheca vanhoeffeni ingår i släktet Staurotheca och familjen Sertulariidae. Inga underarter finns listade i Catalogue of Life.